# Annuit cœptis

Verso del sigillo degli Stati Uniti d'America

Annuit cœptis è uno dei due motti sul verso del sigillo degli Stati Uniti d'America (Great Seal of the United States). (Il secondo motto è Novus ordo seclorum; un altro motto appare sul recto del sigillo stesso: E pluribus unum.) Tratto dalle parole latine annuo (terza persona singolare presente o perfetto annuit), "annuire" o "approvare", e coeptum (plurale coepta), "inizio, impresa", è tradotto letteralmente, "[Dio] favorisce le nostre imprese" o "[Dio] ha favorito le nostre imprese" (annuit potrebbe essere tanto un presente quanto un perfetto).

## A proposito del sigillo
Nel 1782 Sam Adams incaricò un artista, William Barton di Filadelfia, di realizzare un progetto di sigillo nazionale. Per il rovescio Barton suggerì una piramide a tredici livelli (chiara allusione alle originarie tredici colonie) sovrastata dall'Occhio della Provvidenza. I motti che Barton scelse per accompagnare il disegno erano Deo Favente ("con il favore di Dio", o più letteralmente, "con Dio che favorisce") e Perennis ("Imperituro"). La piramide e il motto Perennis erano già presenti su una banconota da 50 dollari continentali disegnata da Francis Hopkinson.

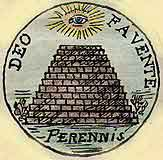
Disegno di William Barton con Deo Favente e Perennis.

Barton spiegava che il motto alludeva all'Occhio della Provvidenza: "Deo favente che allude all'Occhio nelle Armi, inteso come Occhio della Provvidenza." Nell'arte occidentale, Dio è tradizionalmente rappresentato dall'Occhio della Provvidenza, che simboleggia principalmente l'onniscienza divina. 
Quando concepì la versione finale del sigillo in parola, Charles Thomson, che era stato un insegnante di latino, mantenne, per il rovescio del sigillo, la piramide e l'occhio, ma cambiò i due motti, collocando Annuit Cœptis in luogo di Deo Favente (e Novus Ordo Seclorum invece di Perennis). Quando diede la propria spiegazione ufficiale sul significato del motto, scrisse:

## Passaggio daDeo FaventeaAnnuit Cœptis

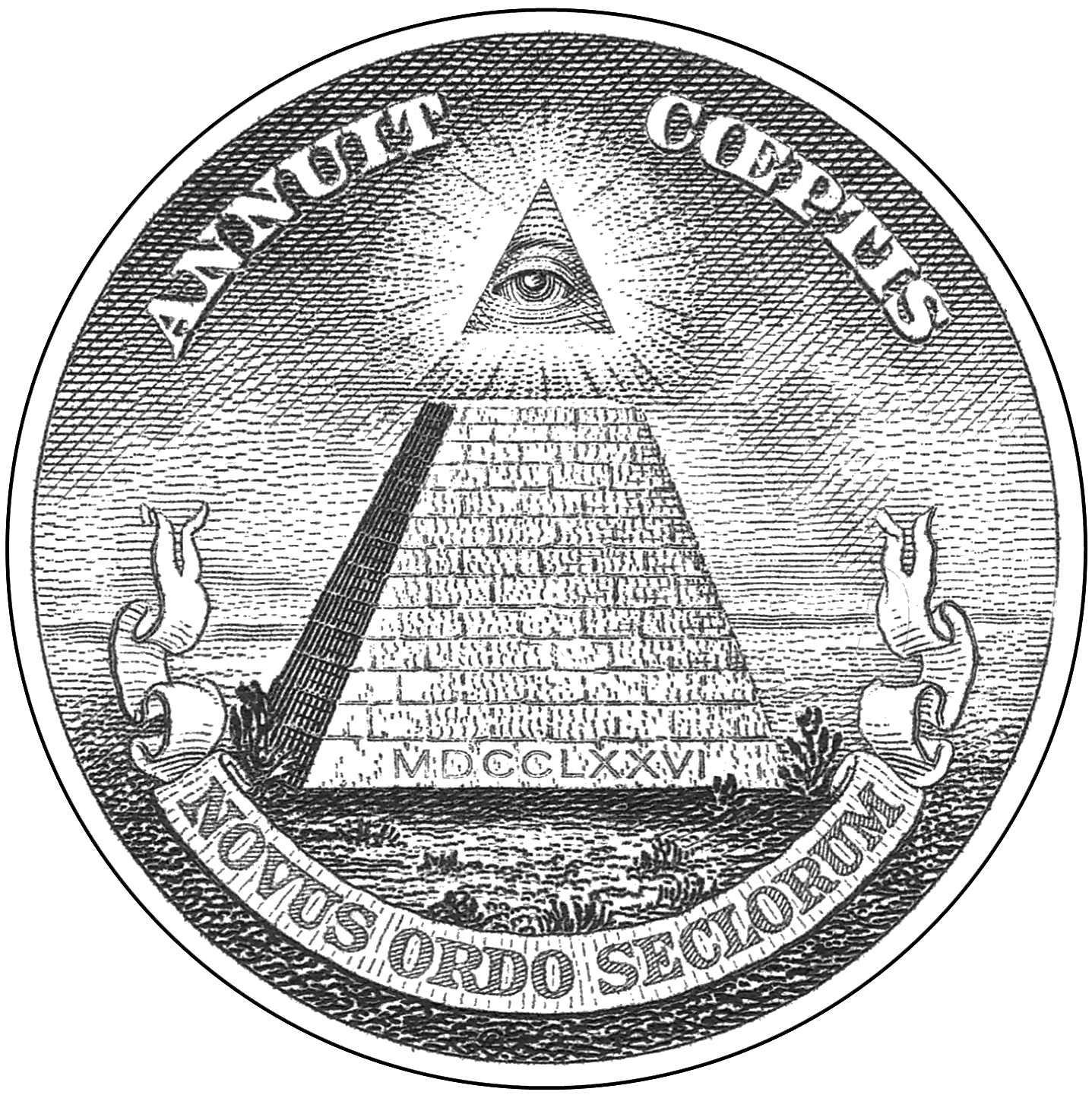
Dettaglio della banconota USA da un dollaro.

Annuit Cœptis è tradotto dallo U.S. State Department, la U.S. Mint, e lo U.S. Treasury come, "Egli [Dio] ha favorito le nostre imprese" (parentesi presenti nel testo originale). Però l'originale in latino non precisa chi (o che cosa) sia il soggetto della frase. Robert Hieronimus, autore di una tesi di dottorato su questa parte del Great Seal, sostenne che Thomson fosse mosso dall'intento di trovare una frase di 13 lettere esatte che si accordasse al motivo del sigillo. Sul dritto stava E Pluribus Unum (13 lettere), assieme a 13 stelle, 13 strisce orizzontali (sullo scudo al rovescio della banconota da 1 dollaro), 13 strisce verticali, 13 frecce, 13 foglie di olivo e 13 olive. Il tronco sotto al motto, Annuit Cœptis, ha 13 livelli. Secondo Hieronimus, Annuit Cœptis ha 13 lettere e fu scelto per completare il motivo. Deo Favente ha solo dieci lettere.

## Origine classica del motto
Secondo Richard S. Patterson e Richardson Dougall, Annuit coeptis (che significa "favorisce le nostre imprese") e l'altro motto sul rovescio del Great Seal, Novus ordo seclorum (che significa "nuovo ordine delle età") possono essere fatti risalire a versi del poeta romano Virgilio. Annuit coeptis viene dall'Eneide, libro IX, verso 625, che recita, Iuppiter omnipotens, audacibus adnue coeptis. È una preghiera di Ascanio, figlio dell'eroe della storia, Enea, che si traduce, "Giove Onnipotente, favorisci le [mie] audaci imprese", immediatamente prima di uccidere un guerriero nemico, Numano.